# Donatien Bafuidinsoni
Donatien Bafuidinsoni Maloko-Mana SJ (ur. 11 grudnia 1962 w Kinszasie) – kongijski duchowny katolicki, biskup Inongo od 2018.

## Życiorys

### Prezbiterat
Święcenia kapłańskie przyjął 18 lipca 1993 w zakonie jezuitów. Po święceniach i studiach w Rzymie został mianowany delegatem prowincjalnym ds. formacji zakonnej, a w latach 2001–2008 był przełożonym prowincji. W 2009 został wikariuszem sądowym archidiecezji kinszaskiej.

### Episkopat
31 marca 2015 został mianowany biskupem pomocniczym archidiecezji kinszaskiej oraz biskupem tytularnym Gemellae in Byzacena. Sakry biskupiej udzielił mu 7 czerwca 2015 arcybiskup Kinszasy - kardynał Laurent Monsengwo Pasinya.
31 marca 2018 papież Franciszek mianował go biskupem diecezji Inongo.